# Патара-Тамакони
Патара-Тамакони (груз. პატარა თამაკონი) — село в Грузии, на территории Мартвильского муниципалитета края (мхаре) Самегрело-Верхняя Сванетия.

## География
Село находится в западной части Грузии, к западу от реки Абаши, на расстоянии приблизительно 4 километров (по прямой) к северу от города Мартвили, административного центра муниципалитета. Абсолютная высота — 277 метров над уровнем моря.

## Население
По результатам официальной переписи населения 2014 года в Патара-Тамакони проживало 143 человека (63 мужчины и 80 женщин). В национальной структуре населения грузины составляли 99,3 %.
| Год  | Население, человек |
| ---- | ------------------ |
| 2002 | 153                |
| 2014 | ↘ 143              |